# Le Mystère de la tour Eiffel
Le Mystère de la tour Eiffel is een Franse dramafilm uit 1927 onder regie van Julien Duvivier. Destijds werd de film uitgebracht onder de titel Het geheim van de Eiffeltoren.

## Verhaal
Een kermisartiest dreigt zijn erfenis mis te lopen door de schuld van zijn compagnon en door een misdaadbende. De zaken lijken mis te lopen, totdat hij besluit om zijn belagers aan te pakken.

## Rolverdeling
| Acteur         | Personage           |
| -------------- | ------------------- |
| Tramel         | Gebroeders Mironton |
| Régine Bouet   | Sylvanie            |
| Gaston Jacquet | William Dewitt      |
| Jimmy Gaillard | Réginald            |